# Frederic Augustus de Anhalt-Dessau
Frederic Augustus de Anhalt-Dessau (germană Friedrich August von Anhalt-Dessau) (23 septembrie 1799 – 4 decembrie 1864), a fost prinț german din Casa de Ascania provenind din ramura Anhalt-Dessau.

## Naștere și familie
Frederic s-a născut la Dessau la 23 septembrie 1799 și a fost al patrulea fiu (însă al treilea în viață) al lui Frederic, Prinț Ereditar de Anhalt-Dessau și a soției acestuia, Amalie de Hesse-Homburg, fiica lui Frederic al V-lea, Landgraf de Hesse-Homburg.

## Căsătorie și copii
La 11 septembrie 1832, la Palatul Rumpenheim Palace din Offenbach am Main, Frederic Augustus s-a căsătorit cu Prințesa Marie Luise Charlotte de Hesse-Kassel (n. Copenhaga, 9 mai 1814 - d. Schloss Hohenburg, 28 iulie 1895). Ea era fiica Prințului Wilhelm de Hesse-Kassel și a Prințesei Louise Charlotte a Danemarcei, o soră a regelui Christian al VIII-lea al Danemarcei. Marie a fost sora mai mare a reginei Louise, soția regelui Christian al IX-lea al Danemarcei.
Frederic și Marie au avut trei fiice:
1. Adelaide Marie (n. 25 decembrie 1833, Dessau - d. 24 noiembrie 1916, Schloss Königstein), căsătorită la 23 aprilie 1851 cu Adolphe, Mare Duce de Luxembourg. Actualul Mare Duce de Luxembourg, Henri, este descendentul ei direct.
2. Bathildis Amalgunde (n. 29 decembrie 1837, Dessau - d. 10 februarie 1902, Schloss Nachod), căsătorită la 30 mai 1862 cu Prințul Wilhelm de Schaumburg-Lippe. Fiica ei ce mare, Charlotte, a fost soția lui Wilhelm al II-lea de Württemberg și, prin una din fiicele ei, Adelaide, ea a fost bunica ultimului șef al ramurei Wettin de Saxa-Altenburg, Georg Moritz.
3. Hilda Charlotte (n. 13 decembrie 1839, Dessau - d. 22 decembrie 1926, Dessau).